# Круглоязикова жаба іберійська
Круглоязикова жаба іберійська, строката жаба іспанська  (Discoglossus galganoi) — вид жаб родини круглоязикових.

## Опис
Жаба середнього розміру 8 см завдовжки, з невеликою головою. Барабанна перетинка ледь помітна. Око із зворотною крапелькоподібною фігурною зіницею. Шкіра гладенька з нечисленними бородавками на спині і кінцівках, які іноді утворюють поздовжні смуги. Ряди дорсолатеральних залоз часто перериваються або взагалі відсутні. У самців перетинка на задніх лапих більш розвинена, ніж у самиць; під час сезону розмноження на нижній стороні лап утворюються чорні шлюбні подушечки та бородавки.Забарвлення дуже різноманітне, від блідо-коричневого до темно-коричневого, червонувато-коричневого, сіруватого або оливковий. Часто темні плями зі світлими краями присутні, але деякі особи можуть бути однорідними або мають хребетну смугу. Черевна сторона білувата, іноді з коричневими плямами. 

## Поширення
Вид поширений у Португалії та Іспанії. Трапляється на лугах, полях, пасовищах неподалік водойм на висоті до 1940 м над рівнем моря.